# NGC 3683
NGC 3683 (другие обозначения — UGC 6458, MCG 10-16-143, ZWG 291.72, IRAS11247+5709, PGC 35249) — спиральная галактика с перемычкой (SBc) в созвездии Большая Медведица.
Этот объект входит в число перечисленных в оригинальной редакции «Нового общего каталога».
В галактике вспыхнула сверхновая SN 2004C типа Iс. Её пиковая видимая звёздная величина составила 14
Галактика NGC 3683 входит в состав группы галактик NGC 3610. Помимо NGC 3683 в группу также входят ещё 12 галактик.
Галактика NGC 3683 входит в состав группы галактик NGC 3642. Помимо NGC 3683 в группу также входят NGC 3610, NGC 3619, NGC 3642 и NGC 3674.